# البياضة (ردفان)

تعديل مصدري - تعديل

البياضة هي إحدى قرى عزلة الحبيلين بمديرية ردفان التابعة لمحافظة لحج، بلغ تعداد سكانها 64 نسمة حسب تعداد اليمن لعام 2004.